# Riacho Figueiredo
Riacho Figueiredo är ett periodiskt vattendrag i Brasilien.   Det ligger i delstaten Ceará, i den östra delen av landet, 1 600 km nordost om huvudstaden Brasília.
Omgivningarna runt Riacho Figueiredo är huvudsakligen savann. Runt Riacho Figueiredo är det glesbefolkat, med 11 invånare per kvadratkilometer.